# Šanghajská univerzita
Šanghajská univerzita (čínsky v českém přepisu Šang-chaj ta-süe, pchin-jinem Shànghǎi Dàxué, znaky zjednodušené 上海大学, tradiční 上海大學) je univerzita v Šanghaji v Čínské lidové republice. Kampusy má v obvodech Pao-šan, Ťing-an a Ťia-ting.
Původně byla založena v roce 1922, ale v rámci aktivit navazujících na revoluční změny v roce 1927 byla zrušena. Znovu založena byla v roce 1983 a v roce 1994 do ní byly sloučeny tři další univerzity a stala se největší šanghajskou univerzitou. Má dohromady přibližně 55 tisíc studentů a 29 fakult, 3 hlavní kampusy.
Univerzita je velmi aktivní v náboru zahraničních studentů, nábor je pak realizovaný přes jejich webové rozhraní, na studium je možné využít jedno ze státních stipendií.
Šanghajská univerzita se v počtu akademických prací zařazených do mezinárodních databází CPCI-S (The Conference Proceedings Citation Index ), EI (The Engineering Index) a SCI (The Science Citation Index) řadí mezi čínské vysoké školy na  28., 43. a 49 místě. 